# Geometra albovenaria
Geometra albovenaria är en fjärilsart som beskrevs av Bremer 1864. Geometra albovenaria ingår i släktet Geometra och familjen mätare. Inga underarter finns listade i Catalogue of Life.